# 圣维托洛卡波
圣维托洛卡波（義大利語：San Vito Lo Capo），是意大利特拉帕尼省的一个市镇。总面积59.68平方公里，人口4283人，人口密度71.8人/平方公里（2009年）。ISTAT代码为081020。